# Jeroen van Moorsel
Jeroen van Moorsel (Deurne, 16 december 1979) is een voormalig Nederlands profvoetballer die tussen 2000 en 2002 onder contract stond bij VVV. Hij speelde bij voorkeur als centrumspits.
Van Moorsel debuteerde al op 15-jarige leeftijd in het eerste elftal van SV Deurne. Als trefzekere spits van hoofdklasser VV Baronie trok hij de aandacht van VVV waar hij in 2000 een kans kreeg in het betaalde voetbal. De aanvaller stond twee jaar onder contract bij de Venlose eerstedivisionist. Vervolgens kwam Van Moorsel nog uit voor onder meer SV Deurne, VV Baronie, RKSV Schijndel, VV Gemert, OJC, opnieuw SV Deurne en VV MVC.

## Statistieken
| Seizoen | Club   | Land      | Competitie     | Wed. | Goals |
| ------- | ------ | --------- | -------------- | ---- | ----- |
| 2000/01 | VVV    | Nederland | Eerste divisie | 4    | 0     |
| 2001/02 | VVV    | Nederland | Eerste divisie | 9    | 0     |
| Totaal  | Totaal | Totaal    | Totaal         | 13   | 0     |